# Ricse
Ricse là một làng thuộc hạt Borsod-Abaúj-Zemplén, Hungary. Làng này có diện tích 24,76 km², dân số năm 2010 là 1689 người, mật độ 68 người/km².